# Edifici a l'avinguda País Valencià 30 d'Alcoi
L'edifici a l'avinguda País Valencià número 30 de la ciutat d'Alcoi (l'Alcoià), País Valencià, és un edifici residencial d'estil modernista valencià construït l'any 1911, obra del mestre d'obres alcoià Jorge Vilaplana Carbonell.
L'habitatge va ser projectat pel mestre d'obres de tradició eclèctica, Jorge Vilaplana Carbonell l'any 1911 per a la residència particular de Desiderio Arañó Caritey.
A l'edifici es repeteix de forma simètrica la distribució de la façana de la Casa Laporta, anterior en el temps i també d'estil modernista, molt propera a aquesta.
En aquest edifici, l'únic d'estil modernista que realitzaria el seu autor, experimenta amb l'estètica modernista en les línies corbes de les portes i finestres. La façana conté elements historicistes i moriscos, a més d'elements modernistes, principalment, en la decoració floral. Consta de planta baixa, tres altures i àtic.